# Älgtjärnet (Mangskogs socken, Värmland)
Älgtjärnet är en sjö i Arvika kommun i Värmland och ingår i Göta älvs huvudavrinningsområde.